# Hanno (Saitama)
Hanno (飯能市 Hannō-shi) é uma cidade japonesa localizada na província de Saitama.
Em 2003 a cidade tinha uma população estimada em 82 701 habitantes e uma densidade populacional de 614,42 h/km². Tem uma área total de 134,60 km².
Recebeu o estatuto de cidade a 1 de Janeiro de 1954.

## Turismo
Primeiro parque de diversões relacionado a Moomin, fora da Europa, Parque vale da Moomin, com inauguração prevista para 16 de março, 2019.

## Cidade-irmã
- Brea, EUA